# Baijiantan
Baijiantan (chinesisch 白碱滩区, Pinyin Báijiǎntān Qū, uigurisch جەرەنبۇلاق رايونى Jərənbulaⱪ Rayoni) ist ein Stadtbezirk der bezirksfreien Stadt Karamay im Uigurischen Autonomen Gebiet Xinjiang der Volksrepublik China. Das Verwaltungsgebiet des Stadtbezirks hat eine Fläche von 1.272,38 km² und zählt 50.422 Einwohner (Stand: Zensus 2010).

## Administrative Gliederung
Auf Gemeindeebene setzt sich Baijiantan aus zwei Straßenvierteln zusammen. Diese sind:
- Straßenviertel Sanpinglu (三平路街道);
- Straßenviertel Zhongxinglu (中兴路街道).